# Oldenburgische Schwesternschaft vom Roten Kreuz

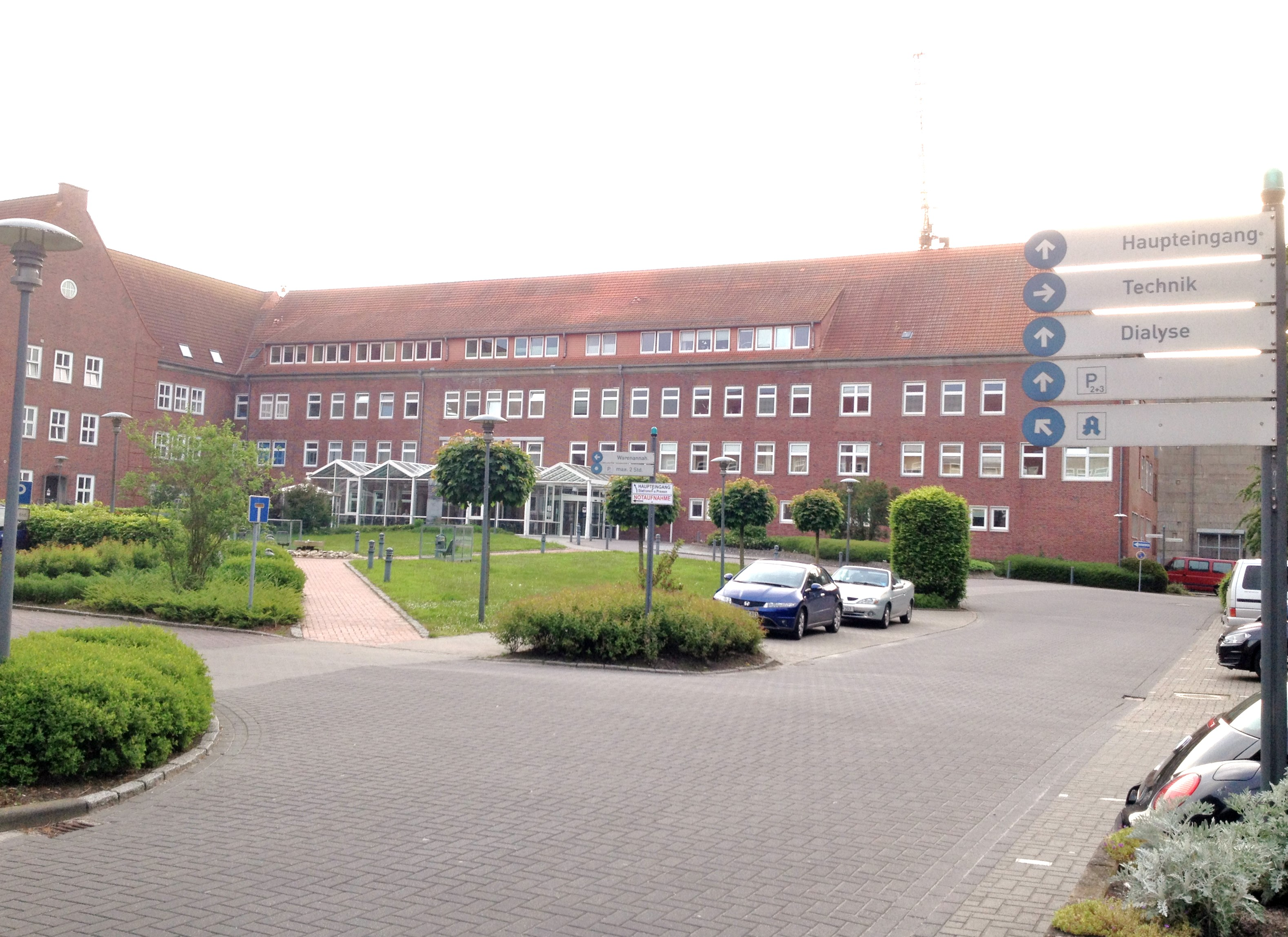
Nordwest-Krankenhaus Sanderbusch

Die Oldenburgische Schwesternschaft vom Roten Kreuz e. V. ist ein gemeinnütziger eingetragener Verein mit ca. 250 Mitgliedern, die als Mitglieder oder Angestellte unter anderem in der Gesundheits-, Kranken- und Altenpflege tätig sind. Gegründet wurde sie am 7. Januar 1947.
Die Schwesternschaft ist eine von 31 deutschen Rotkreuz-Schwesternschaften. Ihre Dachorganisation ist der Verband der Schwesternschaften vom Deutschen Roten Kreuz e.V.

## Geschichte
Vorgängerorganisationen der Oldenburgischen Schwesternschaft sind die Schwesternschaft des Vaterländischen Frauenvereins in Seelow und der DRK-Schwesternschaft Oderland in Frankfurt (Oder). Jedoch gab es bereits im Jahr 1922 durch den Vaterländischen Frauenverein in Oldenburg Bestrebungen zur Gründung einer Schwesternschaft in Oldenburg.
Zur Ausbildung von Schwestern wurde im Jahr 1912 durch die Vorsitzende des Vaterländischen Frauenvereins Seelow, Marie von der Marwitz-Friedersdorf, ein Mutterhaus gegründet. Gründungszweck war, die „Not unversorgter alter Leute und Siecher auf dem Lande“ zu verbessern. Die erste Leitung des Mutterhauses wurde der seit 1907 in anderen Anstalten tätigen ehemaligen Diakonissin Gertrud Kalupke, übertragen. Ihre Aufgabenfelder lagen in der Mark Brandenburg und ihren Nachbarprovinzen.
Folgende Aufgabengebiete wurden bedient:
- Kranken- und Siechenanstalt Seelow
- Säuglingsheim Seelow
- Gemeindekrankenhäuser in Bernstein, Neudamm und Wriezen
- Privatkliniken in Cottbus, Frankfurt (Oder) und Stendal
- Altersheim in Buckow
- zeitweise bis zu 50 Gemeindestationen

Zu den besonderen Aufgaben zählten die Pflege bei Pocken- und Typhuskranken (Seelow, 1910), die Kriegskrankenpflege durch sieben Schwestern (1914–1918) sowie die Pflege bei einer Typhus-Epidemie in Hannover (1926–1927).
Im Jahr 1922 wurde Oberin Adele Lüdemann mit der Leitung der Schwesternschaft betraut. Sie lenkte den Aufbau und die Arbeitsweise der Schwesternschaft an die bereits bestehenden Strukturen der Rotkreuz-Mutterhäuser. Eine erste staatlich anerkannte Krankenpflegeschule mit zwölf Ausbildungsplätzen konnte im Jahr 1934 in Beeskow errichtet werden. Am 5. März 1935 wurde die Schwesternschaft Olderland (eigentlicher Name: Deutsches Rotes Kreuz, Schwesternschaft Oderland e.V., Seelow) gegründet. Diese Schwesternschaft wurde – wie alle anderen Rotkreuz-Schwesternschaften – im Jahr 1937 dem Amt für Schwesternschaften im Präsidium des DRK in Berlin unterstellt. Als zweite Ausbildungsstätte konnte im Jahr 1938 die Krankenpflegeschule am Städtischen Krankenhaus in Frankfurt (Oder) mit 30 Ausbildungsplätzen errichtet werden. Während des Zweiten Weltkrieges waren 90 Schwestern bei mobilen Sanitätsformationen in Norwegen, Frankreich, Polen, Russland und Italien und 30 Schwestern in Reserve-Lazaretten tätig. 120 Hilfsschwestern wurden ausgebildet und zum Examen gebracht. Die Schwesternschaft verlor fünf ihrer Mitglieder im Kriegseinsatz.
Zu Beginn des Jahres 1945 wurde die Schwesternschaft aus Frankfurt (Oder) abberufen und auf Anordnung des DRK-Präsidiums nach Meiningen und später nach Karlsbad verlegt. Während eines Luftangriffes auf Dresden im Februar 1945 wurden während eines Transportes alle Personalpapiere der Schwestern, Akten und der Besitz der Schwesternschaft vernichtet. Die Mutterhausverwaltung wurde zunächst in einem Privathaus in Karlsberg neu errichtet. Oberin Lüdemann und zwei weitere Schwestern gerieten in Kriegsgefangenschaft; eine Schwester kehrte nach 1948 wieder zurück, fünf Schwestern waren 1958 noch vermisst und vier Schwestern verstarben.
Die Bremische Schwesternschaft vom Roten Kreuz übernahm im Sommer 1945 die Patenschaft für die aus dem Osten geflüchteten Schwesternschaften und ihren Mitgliedern. Bis zu 752 Schwestern wurde so in Bremen wieder zusammengeführt. 172 Schwestern kamen dabei von den Schwesternschaften Brandenburg, Märkisches Haus und der Oderland-Schwesternschaft. Aufgabengebiete waren u. a. das Rote Kreuz Krankenhaus Bremen sowie Hilfskrankenhäuser in Achim (Landkreis Verden) und Osterholz-Scharmbeck.
Das Reservewerftkrankenhaus im ehemaligen Schloss Neuenburg (Friesland) war das erste Betätigungsgebiet der Schwestern im Oldenburger Land. Auch die Mithilfe bei der Einrichtung des Landeskrankenhauses im ehemaligen Marinelazarett Sanderbusch (heute: Nordwest-Krankenhaus Sanderbusch) gehörten dazu.
Diese Zusammenarbeit führte im Januar 1947 in Sanderbusch zur Gründung der Oldenburgischen Schwesternschaft vom Roten Kreuz. Sie war im Jahr 1947 Gründungsmitglied des
DRK-Landesverbandes Oldenburg und wird heute durch Oberin Helga Schumacher in den Gremien des Landesverbandes vertreten.

## Oberinnen der Schwesternschaft
- Oberin Gertrud Kalupke (1912–1922)
- Oberin Adele Lüdemann (1922–1949)
- Oberin Marie Luise von Pfuhlstein (1949–1961)
- Oberin Helene Lührs (1961–1979)
- Oberin Dorothea Franke (1979–1986)
- Oberin Dora Müller (kommissarisch) (1986–1988)
- Oberin Helga Lüdemann (1988–1995)
- Oberin Helga Schumacher (1995–2020)
- Oberin Katja Bünting (2020–2022)[8]
- Oberin Yvonne Janßen (ab 2022)

## Staatliche Krankenpflegeausbildung
Bereits im Mai 1947 wurde die Genehmigung zur Errichtung einer staatlich anerkannten Krankenpflegeschule mit 30 Ausbildungsplätzen erteilt. Später wurde die Anzahl der Ausbildungsplätze auf 100 erweitert.
Im Jahr 1961 konnte die Erlaubnis zur staatlich anerkannten Ausbildungsstätte für Wöchnerinnen in Sanderbusch erreicht werden. Zusätzlich dazu nahm eine Schwesternvorschule ihren Betrieb auf.
Heutiger Träger der Schule für Gesundheits- und Krankenpfleger ist das Nordwest-Krankenhaus Sanderbusch; Träger der Ausbildung ist die Oldenburgische Schwesternschaft vom Roten Kreuz.
Die Ausbildung findet im Nordwest-Krankenhaus statt; es ist ein Akademisches Lehrkrankenhaus der Universitätsmedizin Göttingen.

## Einrichtung
Zu den typischen Einrichtungen der Schwesternfürsorge zählt das Alten- und Pflegeheim der Schwesternschaft in Oldenburg.
Durch Entgegenkommen der Stadt Oldenburg konnte im August 1959 an der Bodenburgallee 49 ein Schwesternaltenheim eröffnet werden. Zunächst bot das Haus 36 pensionierten, erholungsbedürftigen und arbeitenden Schwestern und 14 Vorschülerinnen eine Unterkunft und Versorgung. Das Haus wurde im Laufe der Zeit zu einem Alten- und Pflegeheim umgestaltet und bietet seit 2003 48 Einzelzimmer nicht nur für Rotkreuz-Schwestern.

## Eigene Publikationen
- Fünfzig Jahre Schwesternarbeit 1912–1962, Sanderbusch 1962, 15 Seiten, Illustriert
- Fünfzig Jahre Oldenburgische Schwesternschaft vom Roten Kreuz Sande/Sanderbusch 1947–1997, ohne Ort ca. 1997, 16 Seiten, Illustriert